# Enrico Cardoso Nazaré
Enrico Carduso Nazaré oder kurz Enrico (* 4. Mai 1984 in Belo Horizonte) ist ein brasilianischer Fußballspieler.

## Karriere
Vor seinem Wechsel nach Schweden spielte der vielseitig einsetzbare, linksfüßige Offensivakteur bei Atlético Mineiro und Ipatinga FC. Größere Bekanntheit erlangte Enrico nach seinem Wechsel zu Djurgårdens IF, wo er in zwei Jahren zum Stammspieler reifte. Danach spielte Enrico wieder in der Heimat bei CR Vasco da Gama, war aber zwischenzeitlich an den Coritiba FC verliehen und stand bis Dezember 2011 auf Leihbasis bei Ceará SC im Kader. Im Jahr 2012 wechselte er ebenfalls auf Leihbasis zu AA Ponte Preta. 2013 kehrte er wieder zu Vasco da Gama zurück, verletzte sich allerdings am Knie und musste das Jahr pausieren. Nach der Verletzungspause wurde der Vertrag 2014 jedoch nicht mehr verlängert. Enrico beschloss nach Griechenland zu gehen und stand dort zuerst beim Verein Apollon Smyrnis unter Vertrag. Im Jahr 2015 bestritt er nochmals 20 Ligaspiele für den Iraklis Psachna FC (2 Tore). Enricos nächste Verpflichtungen waren verschiedene Klubs in Schweden. Seit April 2018 ist er ohne Kontrakt.

## Titel und Ehrungen
Ipatinga FC
- Staatsmeisterschaft von Minas Gerais: 2005

CR Vasco da Gama
- Série B: 2009
- Copa do Brasil: 2011

Coritiba FC
- Staatsmeisterschaft von Paraná: 2010
- Série B: 2010